# Кроптово
Кроптово — село в Бессоновском районе Пензенской области России. Входит в состав Полеологовского сельсовета.

## География
Село находится в центральной части Пензенской области, в пределах Сурско-Мокшанской возвышенности, в лесостепной зоне, на расстоянии примерно 7 километров (по прямой) к западу-северо-западу (WNW) от села Бессоновки, административного центра района. Абсолютная высота — 182 метра над уровнем моря.
Климат
Климат характеризуется как умеренно континентальный. Средняя температура воздуха самого холодного месяца (января) составляет −12 °C; самого тёплого месяца (июля) — 20 °C. Годовое количество атмосферных осадков составляет около 500 мм. Снежный покров держится в среднем в течение 148 дней в году.

## История
В 1710 году числилось 27 деловцев и 36 крестьян, записанных за Максимом и Иваном Кропотовыми. На 1747 год село входило в состав Шукшинского стана Пензенского уезда, и принадлежало двум помещикам: полковнику Ивану Ивановичу (133 ревизских души) и бригадиру Максиму Ивановичу Кропотовым (103 ревизских души). В 1782 году село Никольское, Кропотово тож, включало 100 дворов крестьян Ивана Ивановича Кропотова, отписанных в казну, а также деревянный храм во имя Николая Чудотворца. В 1805 году была возведена новая деревянная церковь во имя Николая Чудотворца.
Перед отменой крепостного права населённый пункт делился на две части: Кропотово и Никольское. Кропотово находилось в собственности Марии Михайловны Безобразовой (107 ревизских душ, 12 ревизских душ дворовых людей и 58 тягол на оброке), а Никольское числилось за Александрой Павловной Безобразовой (197 ревизских душ крестьян, 1 ревизская душа дворового человека, 70 тягол на барщине). В 1877 году в селе имелись школа, две лавки, пять постоялых дворов. В 1911 году в Кроптове, входящем в состав Чертковской волости Пензенского уезда, имелось 5 крестьянских общин, 149 дворов, церковь, земская школа, мельница с нефтяным двигателем, одна ветряная, кузница и две лавки.
По состоянию на 1930 год село являлось центром сельсовета Пензенского района и включало в себя 211 хозяйств. В 1955 года упомянуто в составе Чертковского сельсовета. На расстоянии 4 километров от Кроптова располагалась центральная усадьба колхоза имени Калинина.

## Население
| 1710 | 1744 | 1782 | 1864 | 1877 | 1897 | 1911 |
| ---- | ---- | ---- | ---- | ---- | ---- | ---- |
| 63   | ↗480 | ↗812 | ↘513 | ↗609 | ↗738 | ↗810 |
| 1926 | 1930 | 1959 | 1979 | 1989 | 1996 | 2002 |
| ↗920 | ↗987 | ↘446 | ↘280 | ↘199 | ↘192 | ↘129 |
| 2010 |      |      |      |      |      |      |
| ↘122 |      |      |      |      |      |      |

Половой состав
По данным Всероссийской переписи населения 2010 года в гендерной структуре населения мужчины составляли 43,4 %, женщины — соответственно 52,9 %.
Национальный состав
Согласно результатам переписи 2002 года, в национальной структуре населения русские составляли 90 % из 129 чел.

## Улицы
Уличная сеть села состоит из четырёх улиц.